# Koningsspil
De koningsspil of koning is, met uitzondering van (de meeste) standerdmolens en paltrokmolens, de precies in het midden zittende eikenhouten of grenen hoofdas in een molen.  Deze kan 3 m (zaagmolen) tot 16 m (papiermolen) lang zijn. De spil bestaat uit een boomstam, waarbij deze op de kop gezet is. De koningsspil staat rechtop en heeft bovenaan de bonkelaar of het bovenrondsel, waarmee het door het bovenwiel, dat op de bovenas zit, wordt aangedreven. Onder aan de koningsspil zit bij een korenmolen het spoorwiel dat de steenspillen aandrijft. Bij een oliemolen zit onder aan de koningsspil een onderrondsel en onderbonkelaar. Bij een papiermolen zitten diverse bonkelaars op de koningsspil. Tussen de bonkelaar of het bovenrondsel zit bij bovenkruiers de luitafel of de luibonkelaar, die het luiwerk aandrijft. Bij standerdmolens wordt het varkenswiel van het luiwerk aangedreven door het bovenwiel.

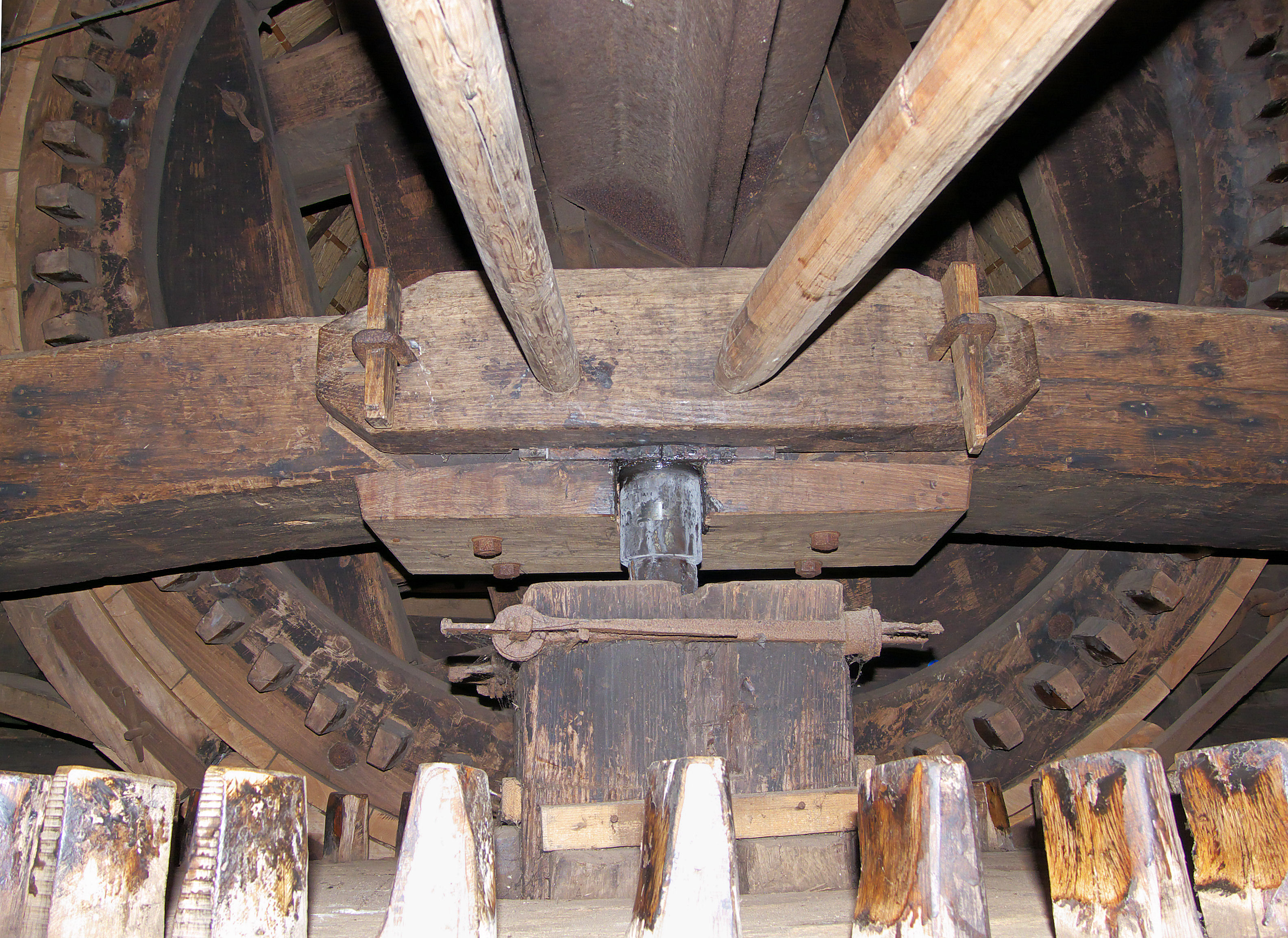
Busdeur

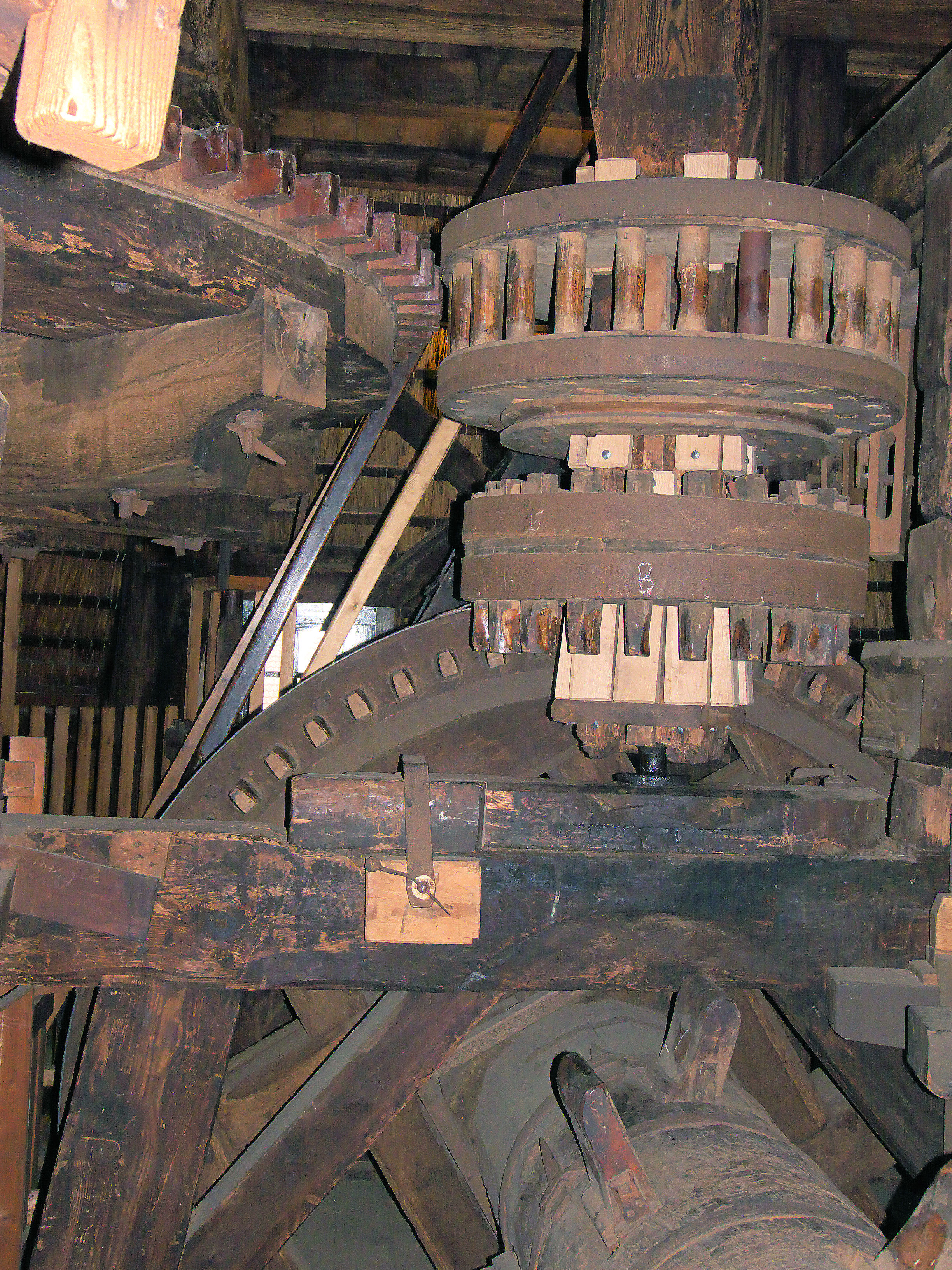
Putstoel oliemolen

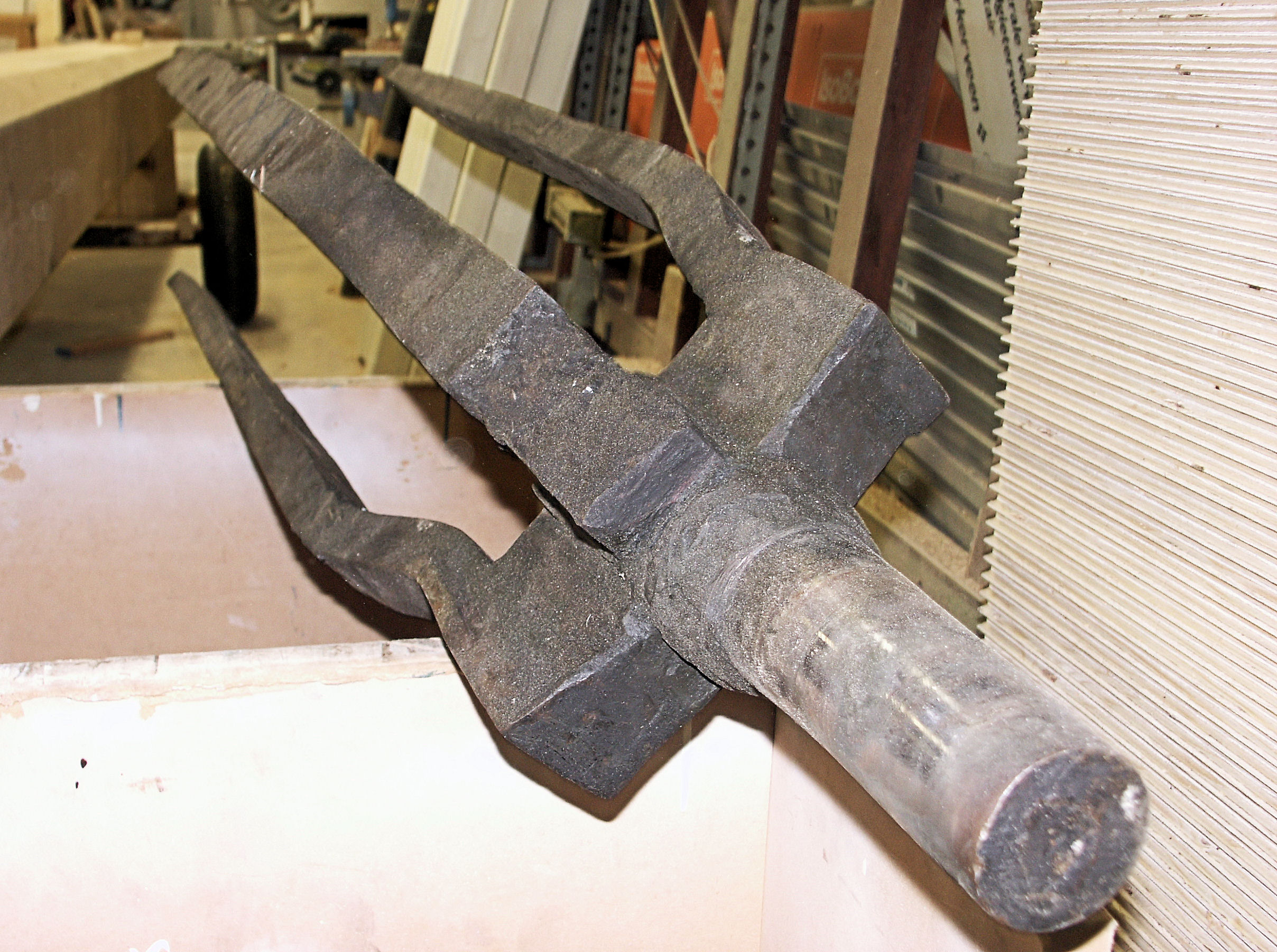
Tap

De koningsspil is in de lange spruit of in de ijzerbalk gelagerd met een stalen pin (een kroonijzer of een tapijzer) in een zelfsmerend lager met twee neuten van pokhout of in een lager bestaande uit een linkszittende bronzenneut en een rechtszittende pokhoutenneut. Brons kan beter tegen een drukbelasting dan pokhout. Een tapijzer, ook wel boventaats genoemd, kan voorzien zijn van vleugels. Ter versteviging van de koningsspil zit er een ijzeren raamwerk omheen, de knuppelstrop. Tegen het kroon- of tapijzer zit een balkje, de busdeur of poortplaat, waardoor men bij het lager kan komen. Tegen dit balkje zitten één of twee stokken, de poortstokken, die de achterwaartse druk van het bovenwiel overbrengen naar de achter in de kap gelegen penbalk, waar het penlager van de bovenas op ligt. Bij twee poortstokken zit er tussen de stokken een kneveltouwtje om ze op hun plaats te houden.
Onder aan de koningsspil zit een gehard stalen lager (de taats), dat in een taatspot draait, die vroeger gevuld was met wonderolie of raapolie, maar nu meestal met versnellingsbakolie of motorolie. De taatspot bestaat uit een gietijzeren bak met een hardstalen bakje, dat met lood is vastgezet en waarin de taats draait. De balk waar de taatspot in zit en waar de koningsspil dus op rust heet bij korenmolens de donsbalk of draagbalk, 
bij poldermolens het spilkalf en bij de oliemolen de putstoel.
Er zijn ook gedeelde koningsspillen, zoals op de Pelmolen Ter Horst en de molen De Hoop in Oldebroek, waarbij het onderste deel van de koningsspil de wentelas van de olieslagerij aandrijft.
- Zie ook: Koningsas

## Fotogalerij

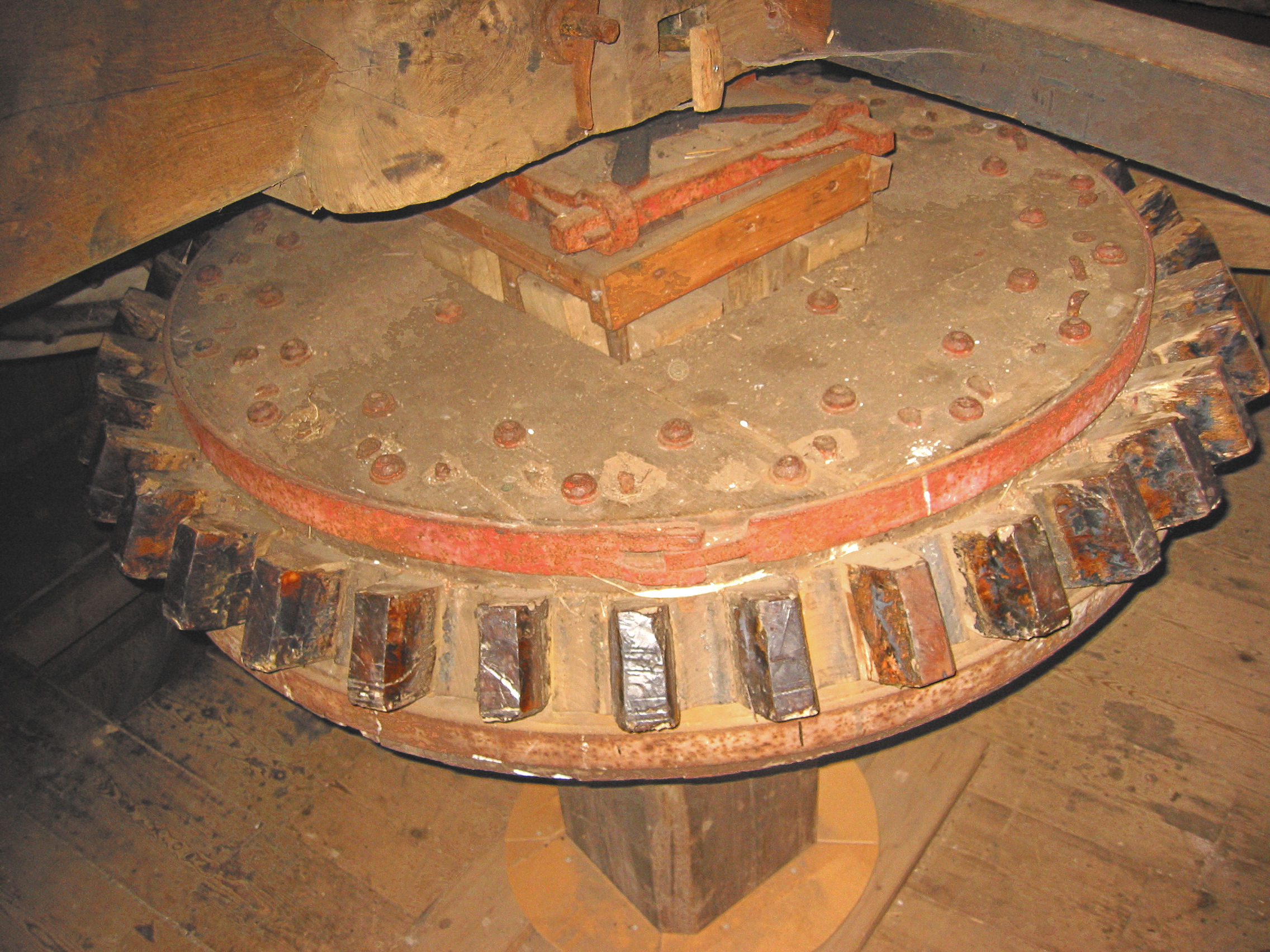
Bonkelaar van de Walderveense molen
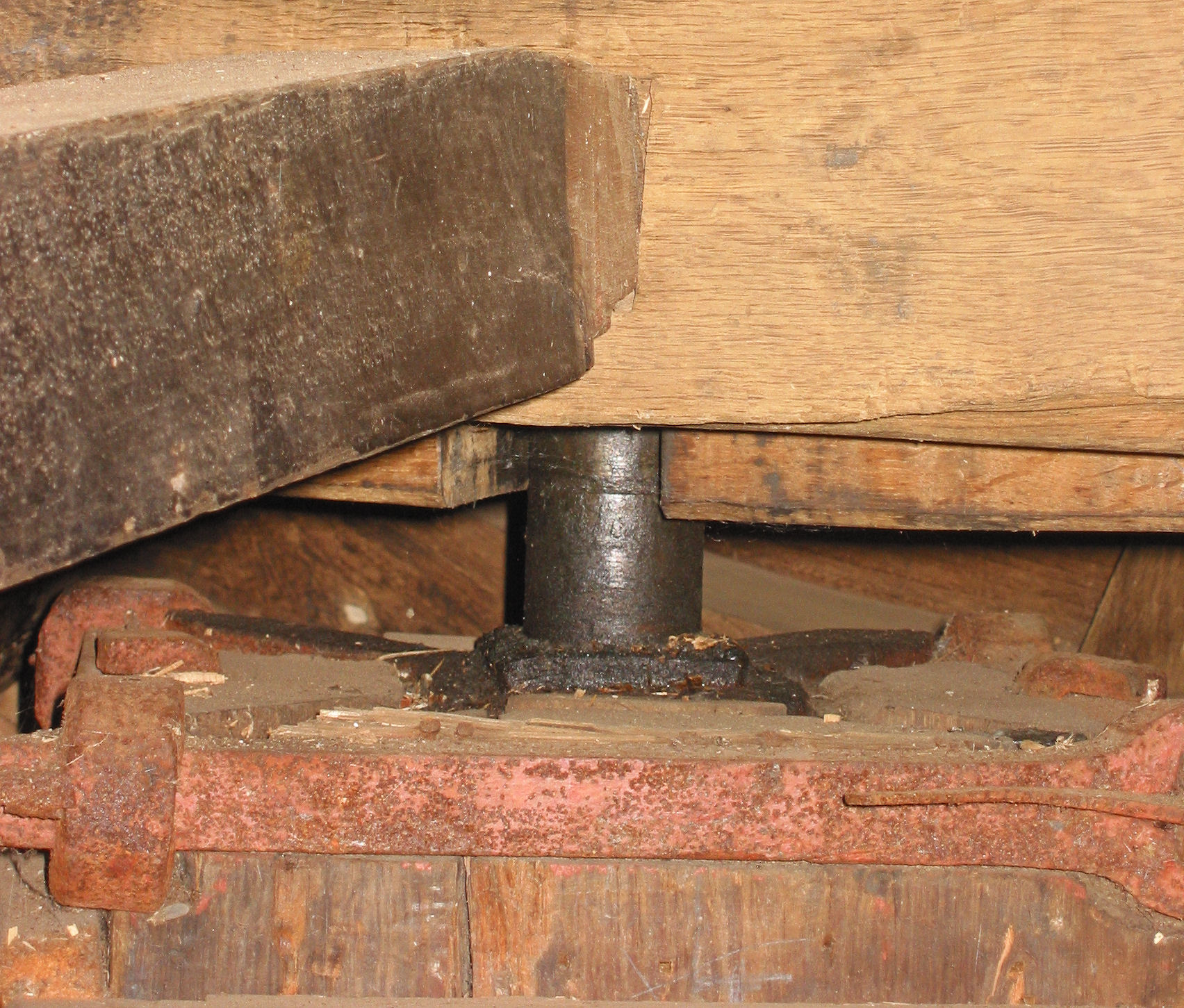
Gevleugeld tapijzer Walderveense molen. Tevens is de poortstok (hier een balk) zichtbaar.
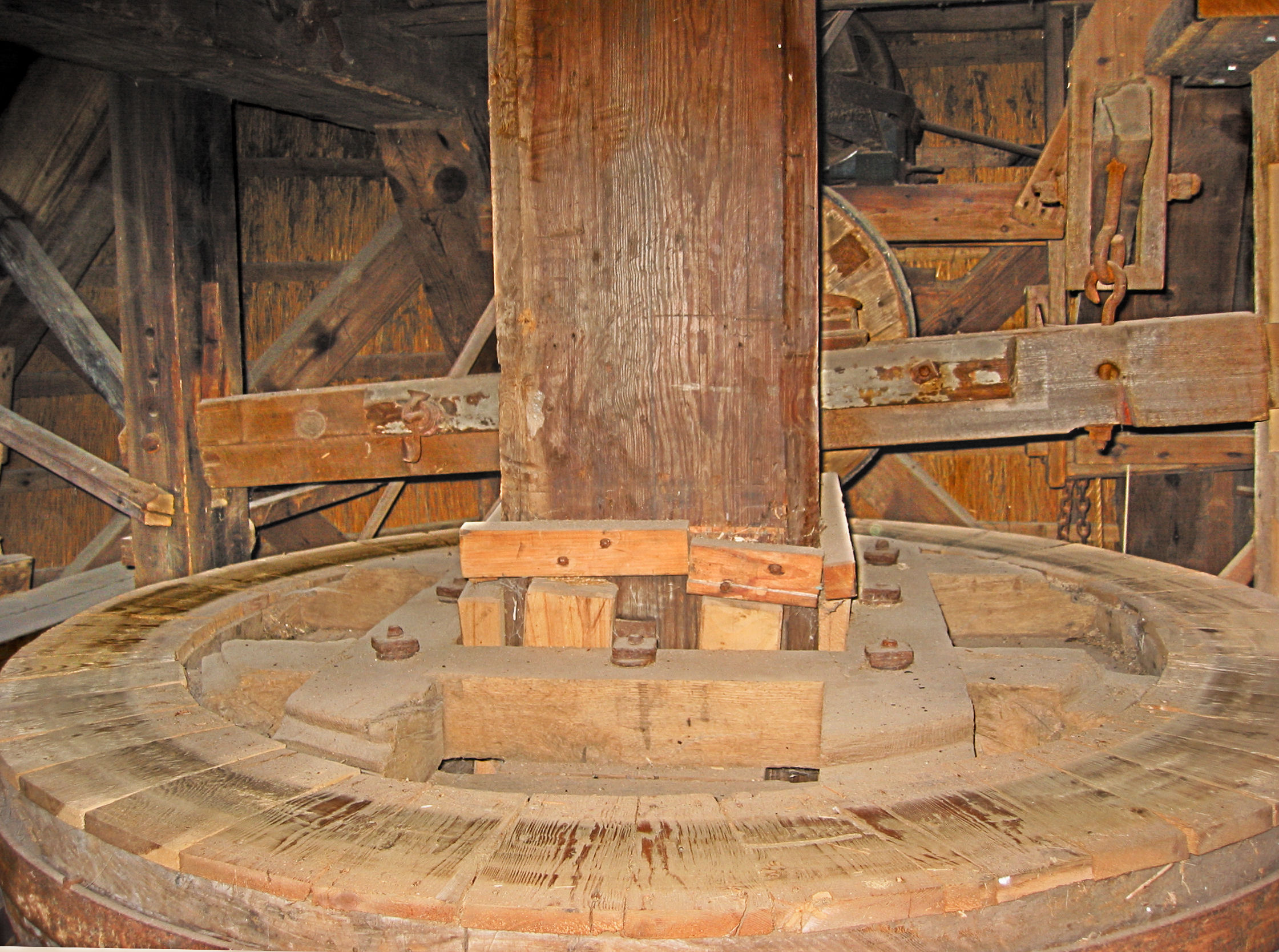
Luitafel van de Walderveense molen
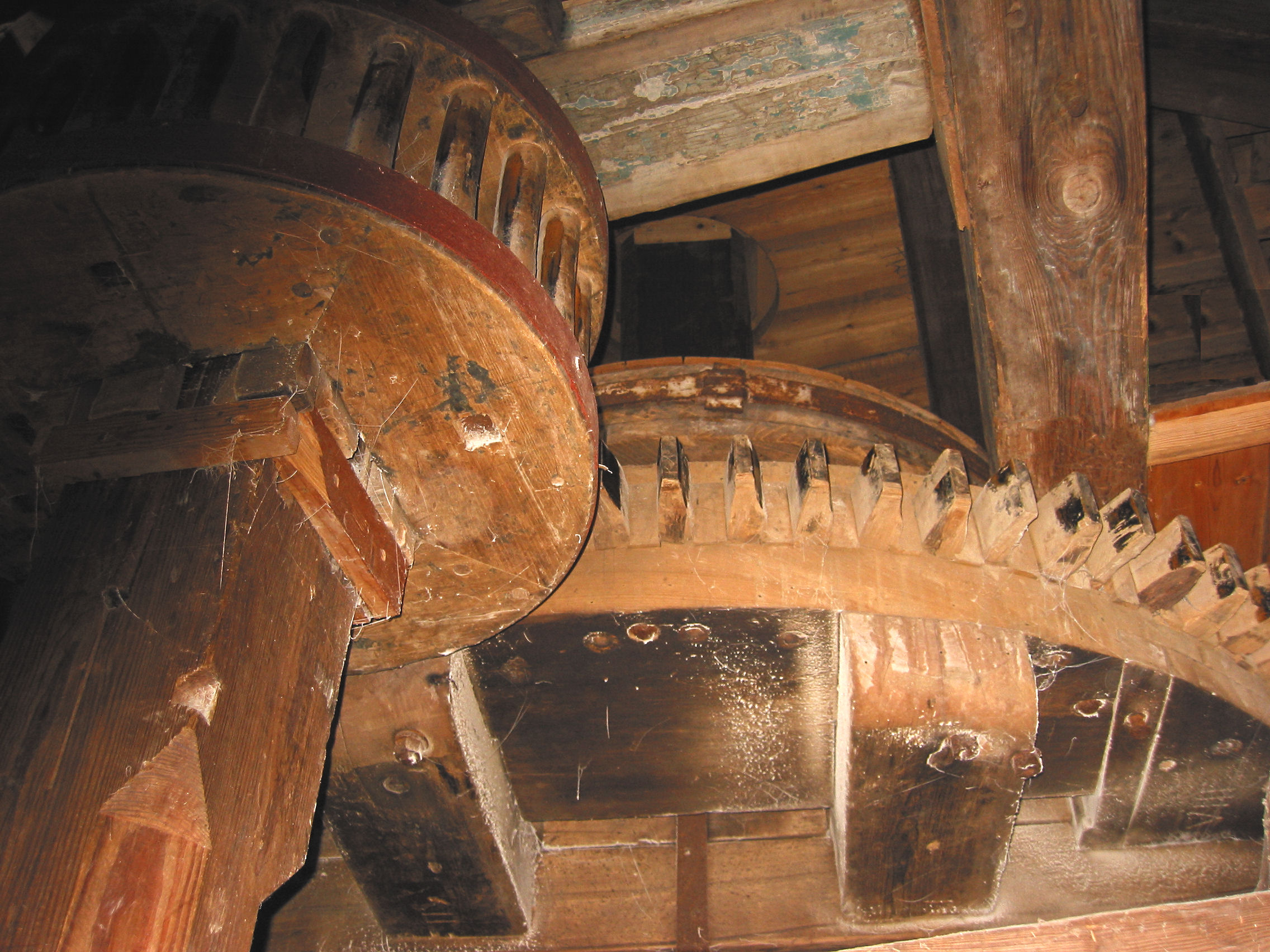
Aandrijving maalstoel door het spoorwiel van de Walderveense molen
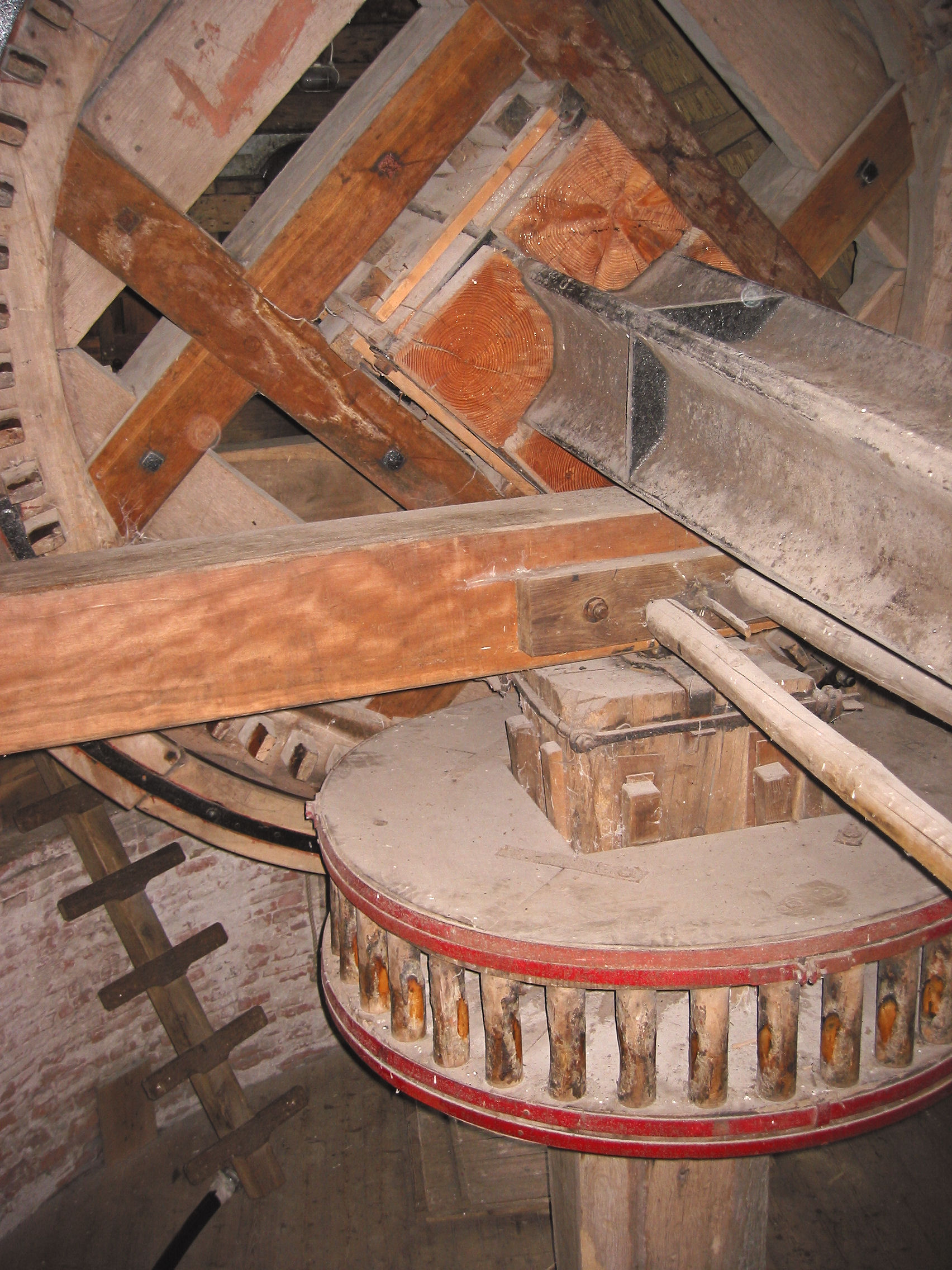
Bovenrondsel met bovenwiel van De Hoop. Ook zichtbaar zijn de busdeur, knuppelstrop en poortstokken.
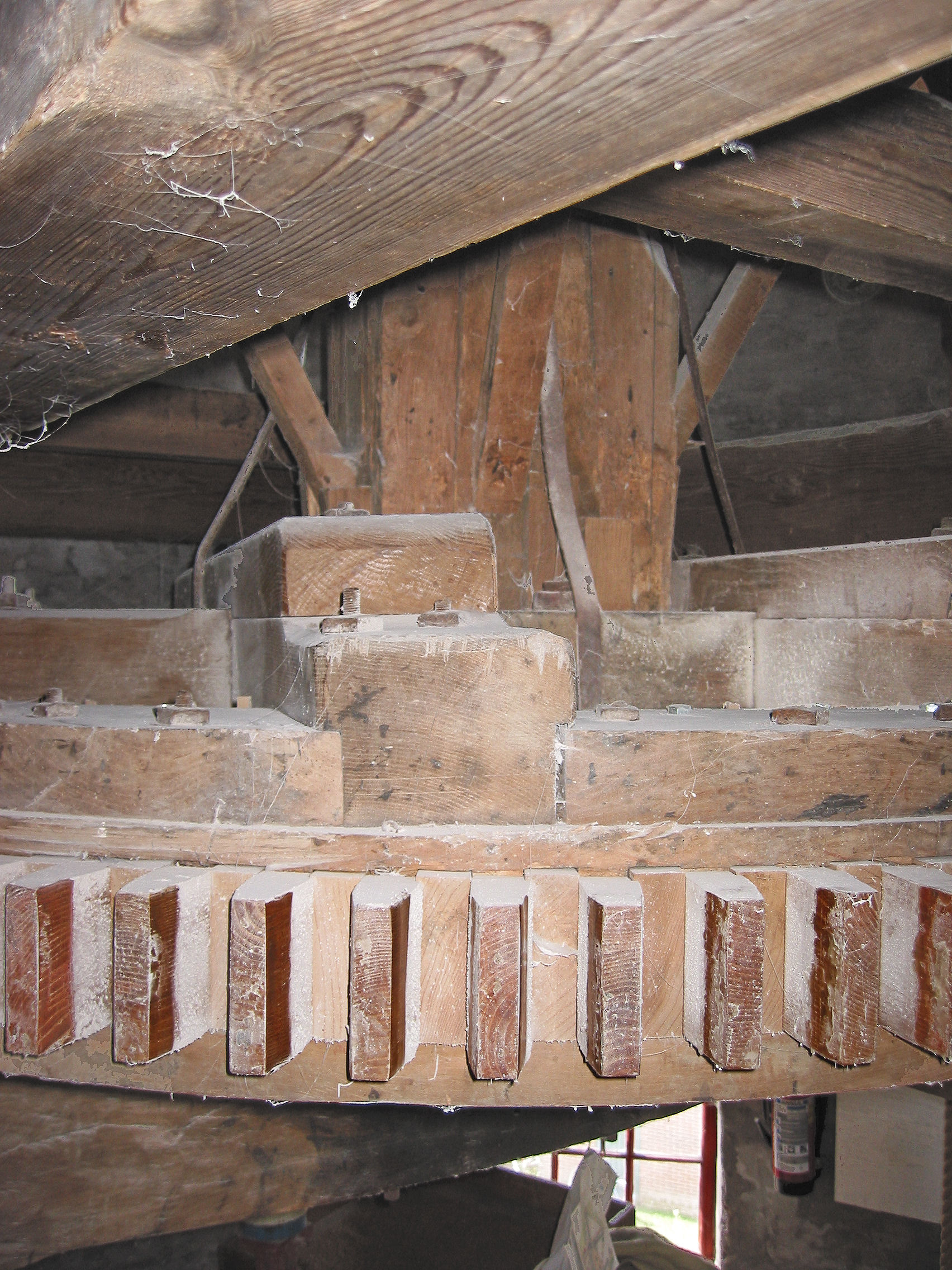
Spoorwiel aan koningsspil
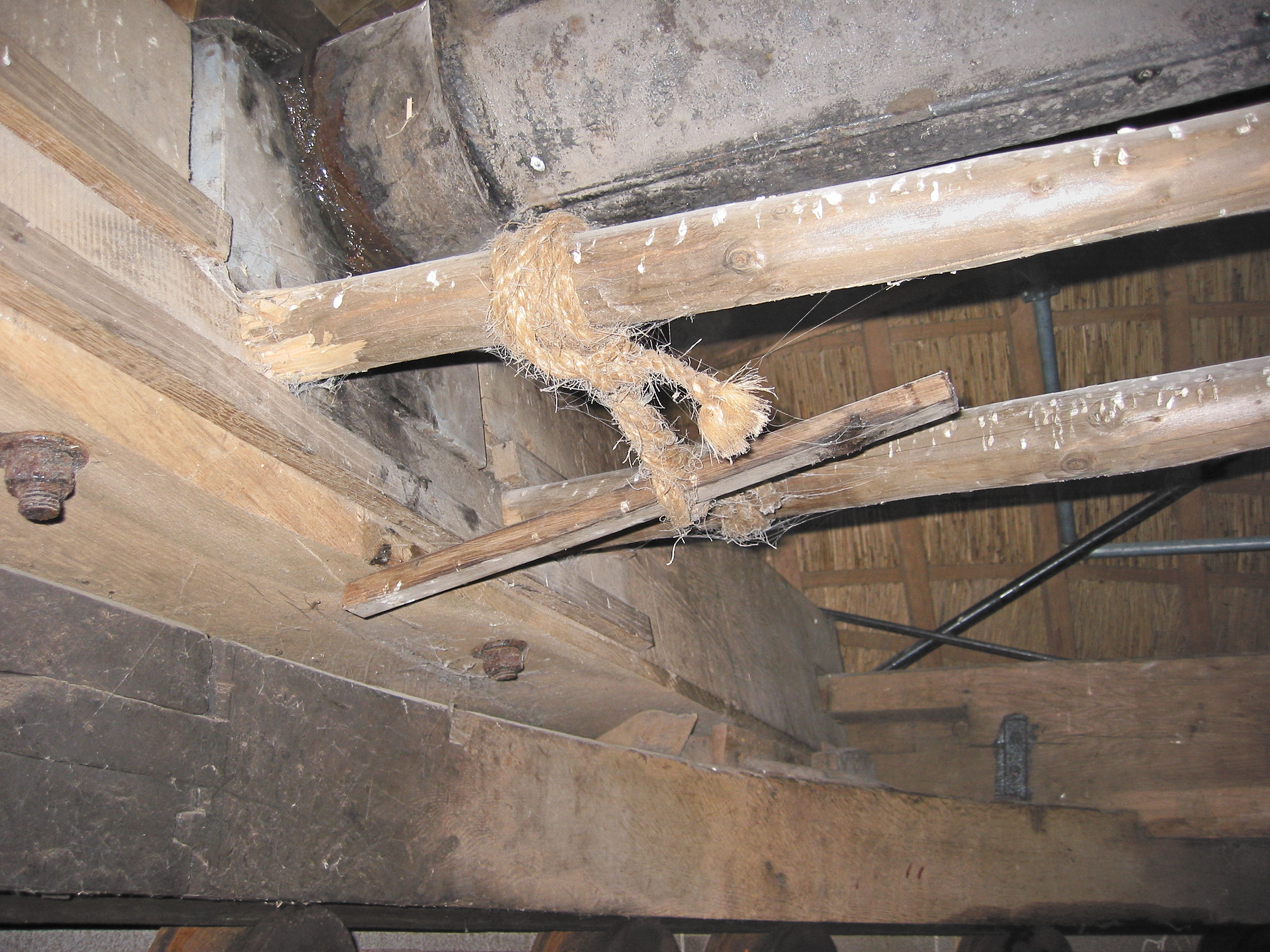
Poortstokken met kneveltouwtje van De Hoop.
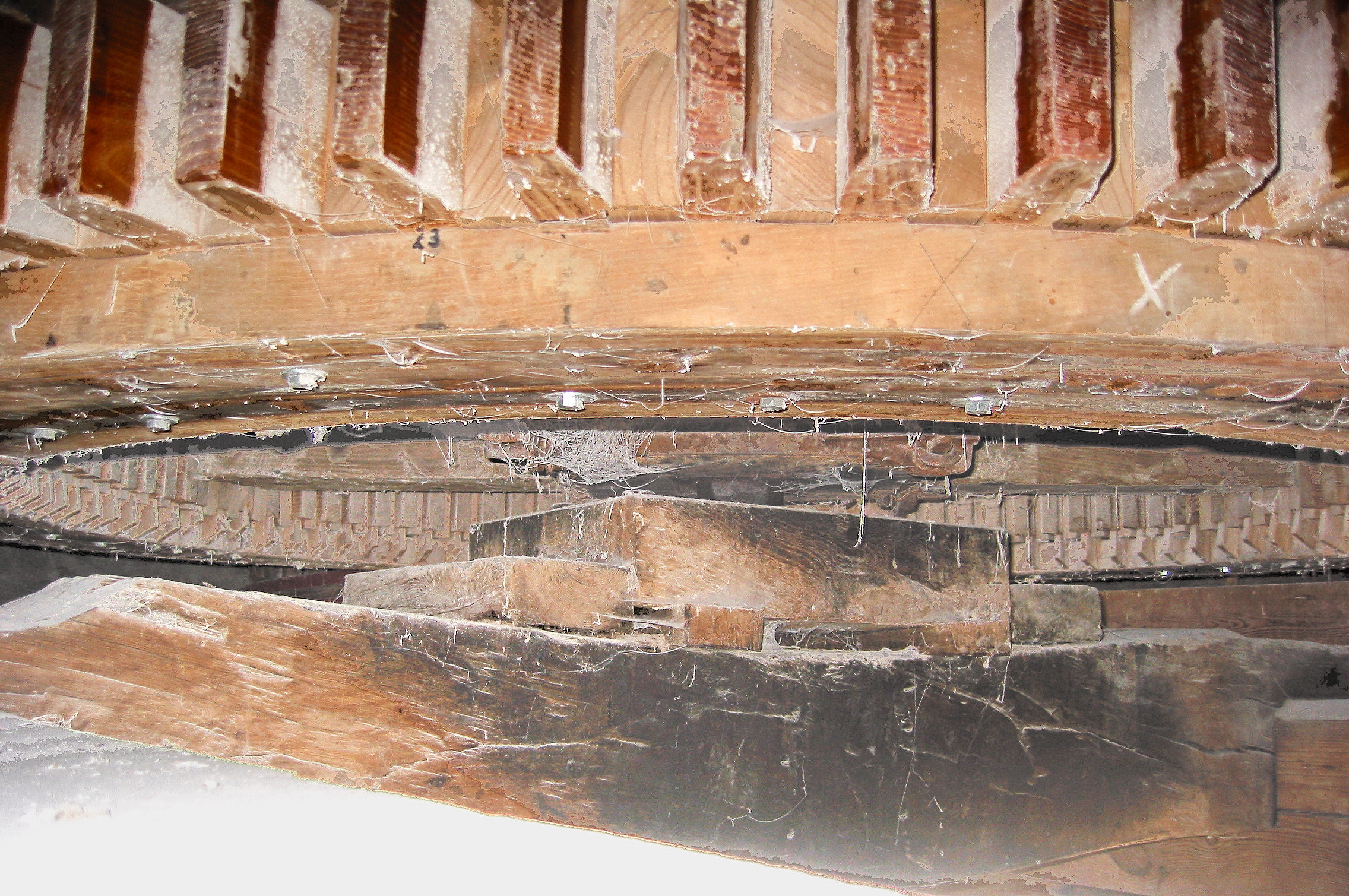
Taats van koningsspil in spilkalf
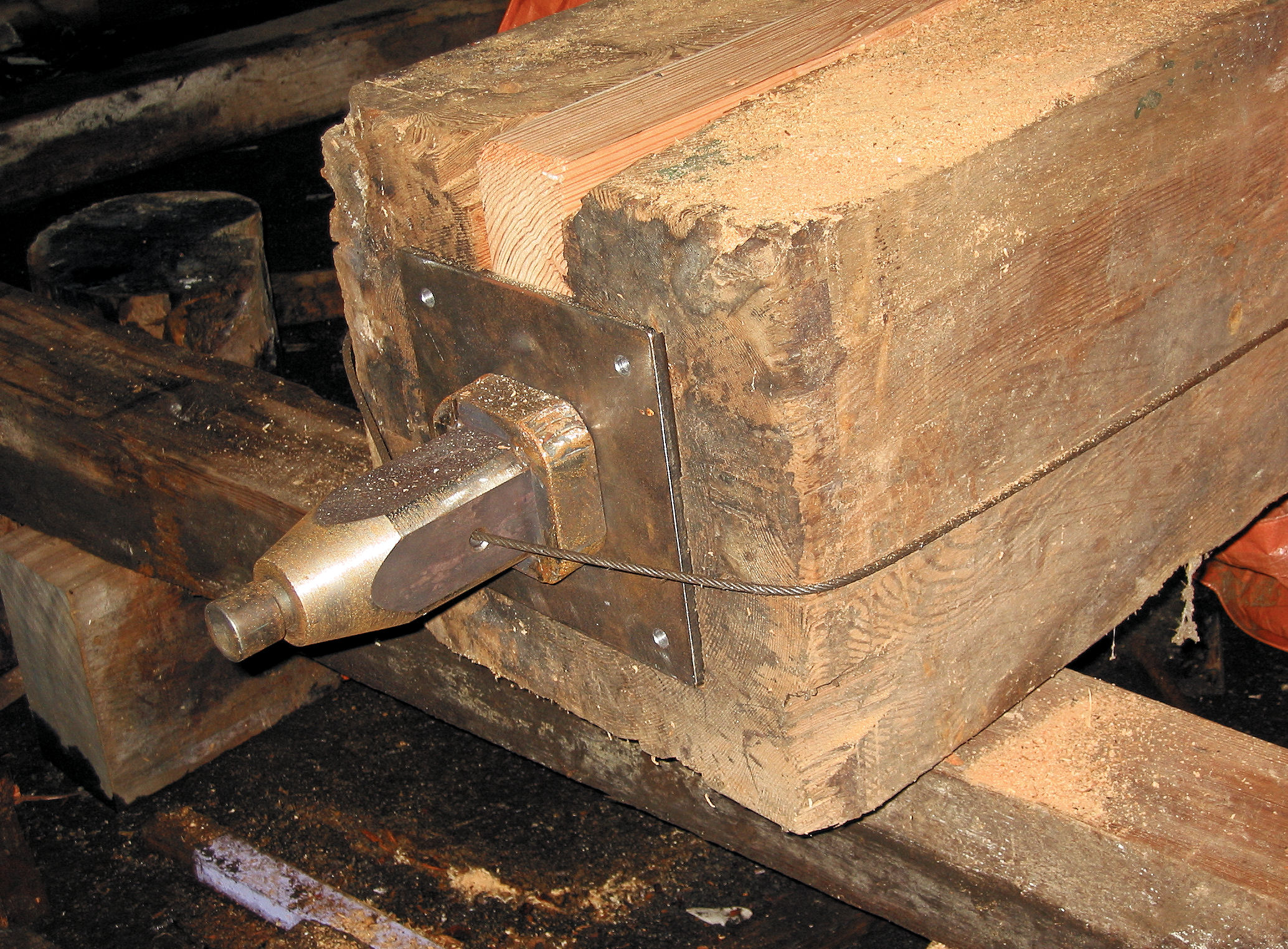
Taats koningsspil van de Concordia molen
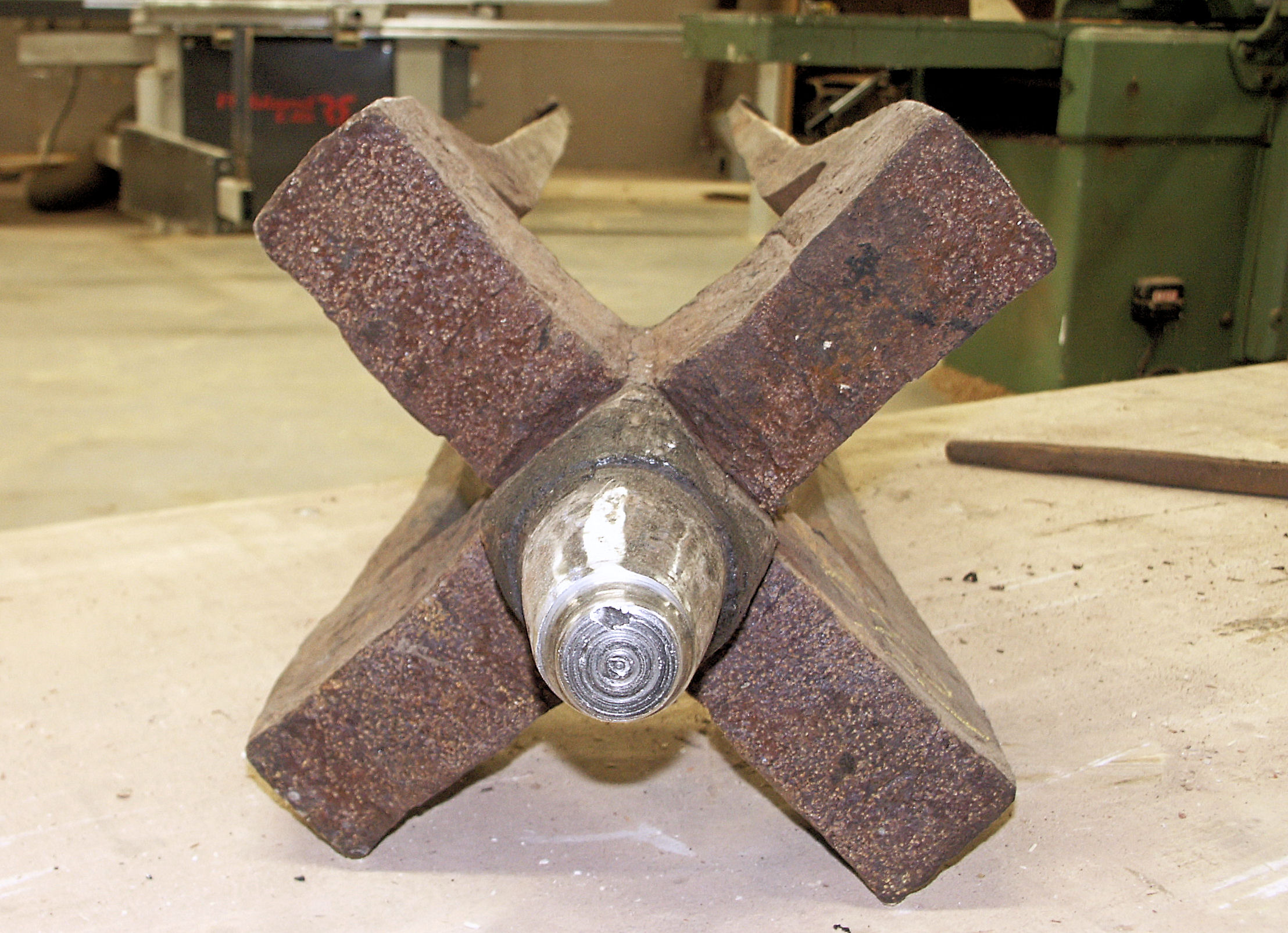
Taats koningsspil van de Poldermolen Zuilichem
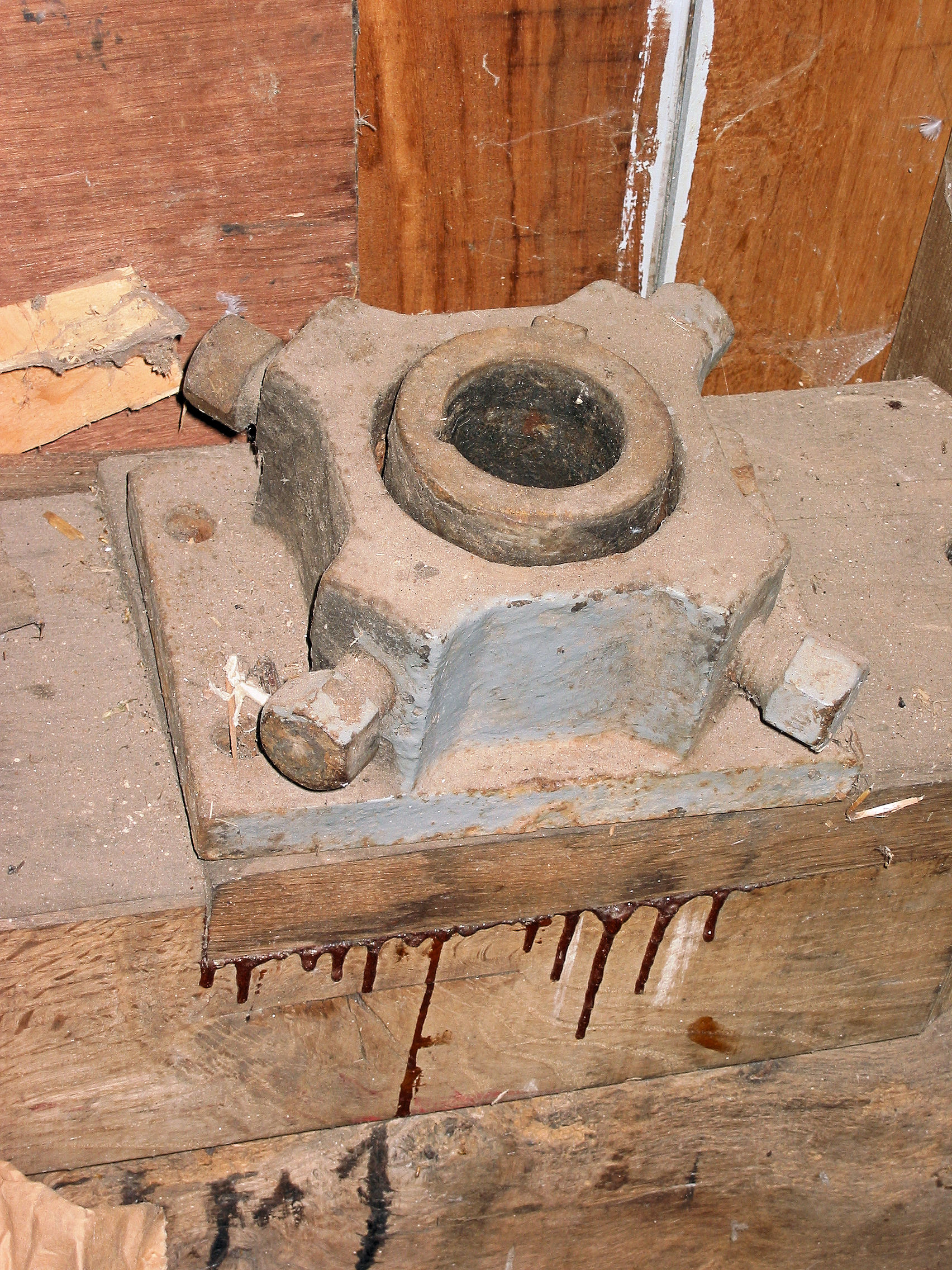
Taatspot koningsspil
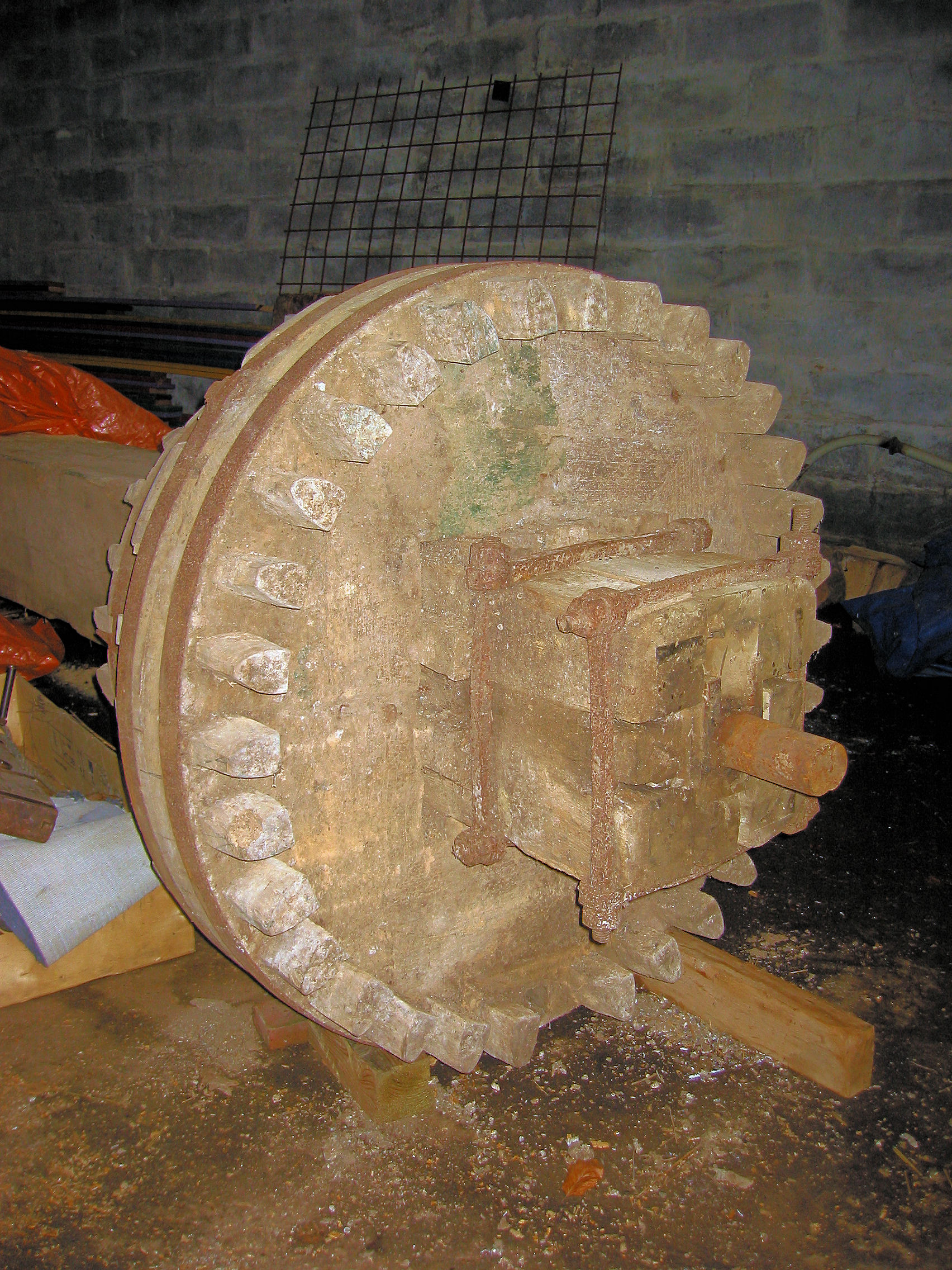
Bonkelaar met tap van de Concordia molen
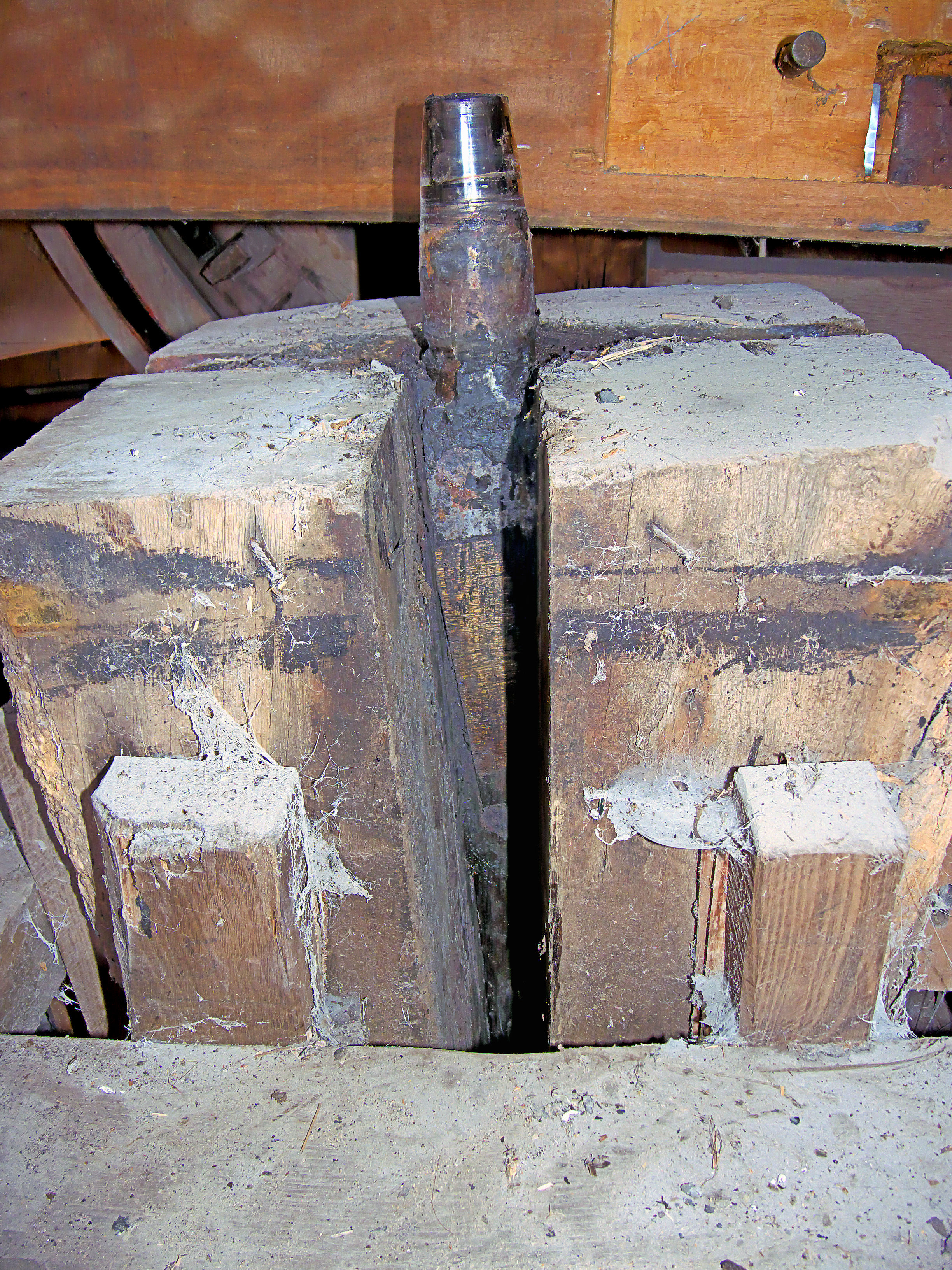
Tapijzer met vierkante staart van De Hoop, Garderen
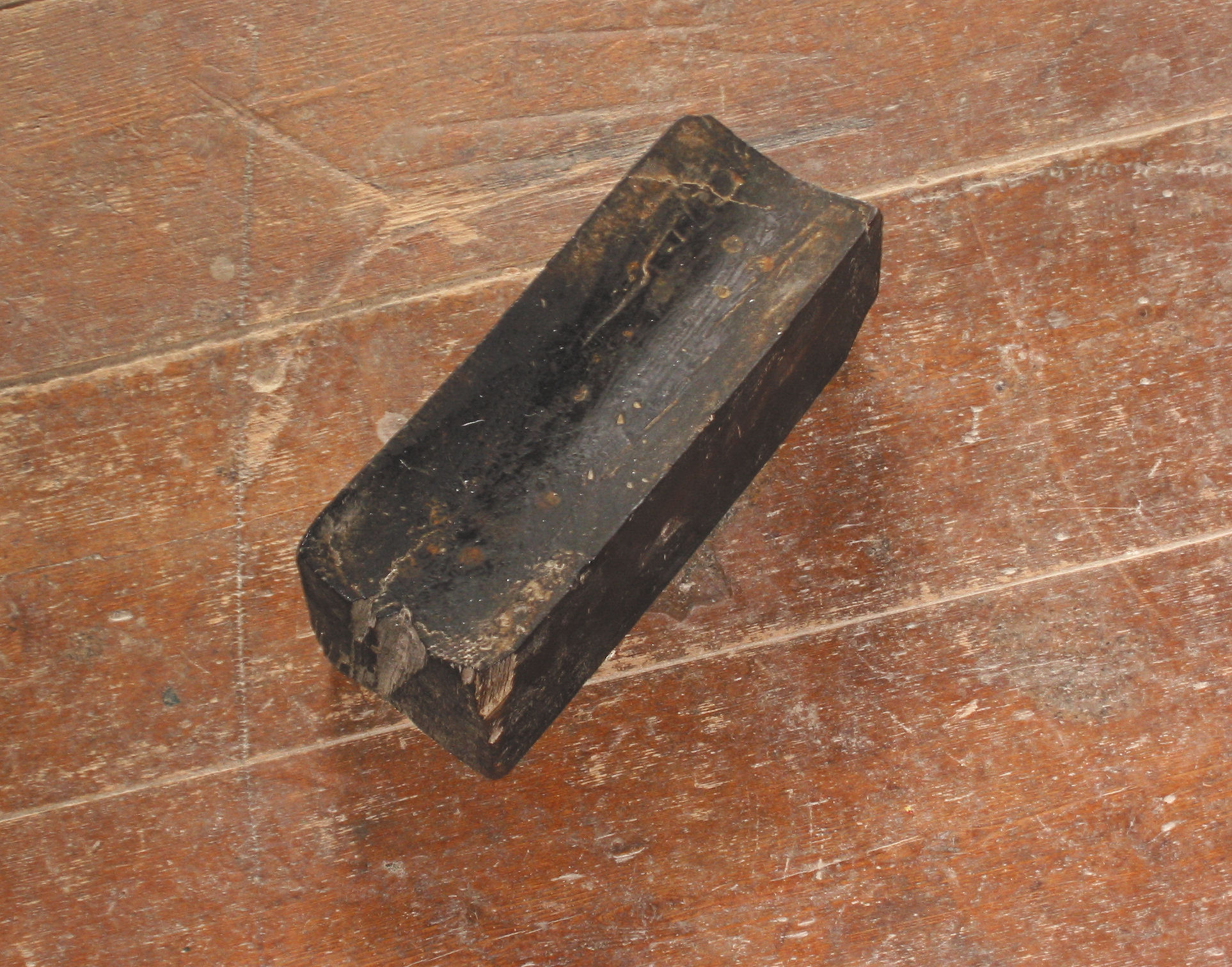
Pokhouten lager
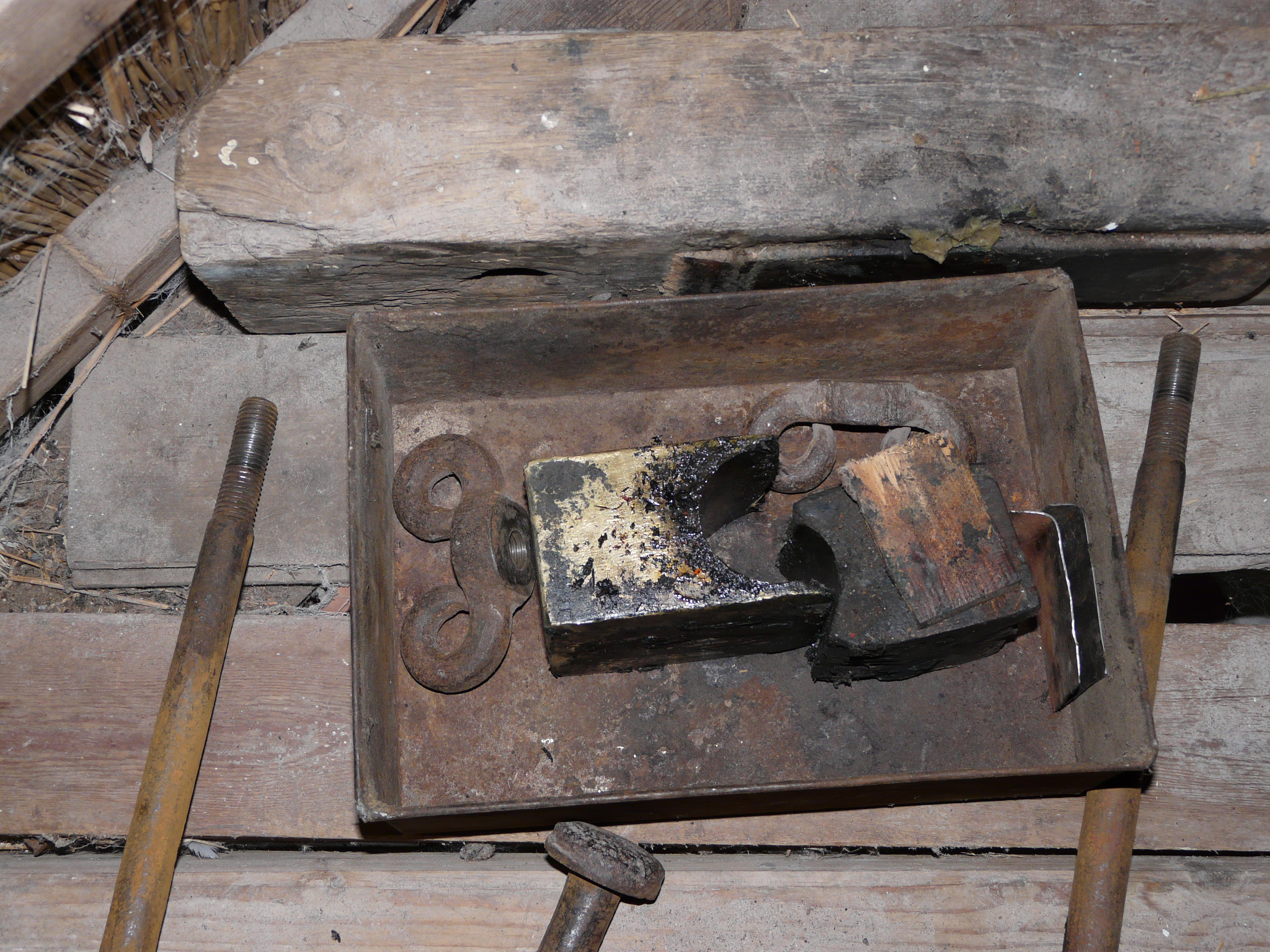
Bronzen lager (links). Hier van een steenspil
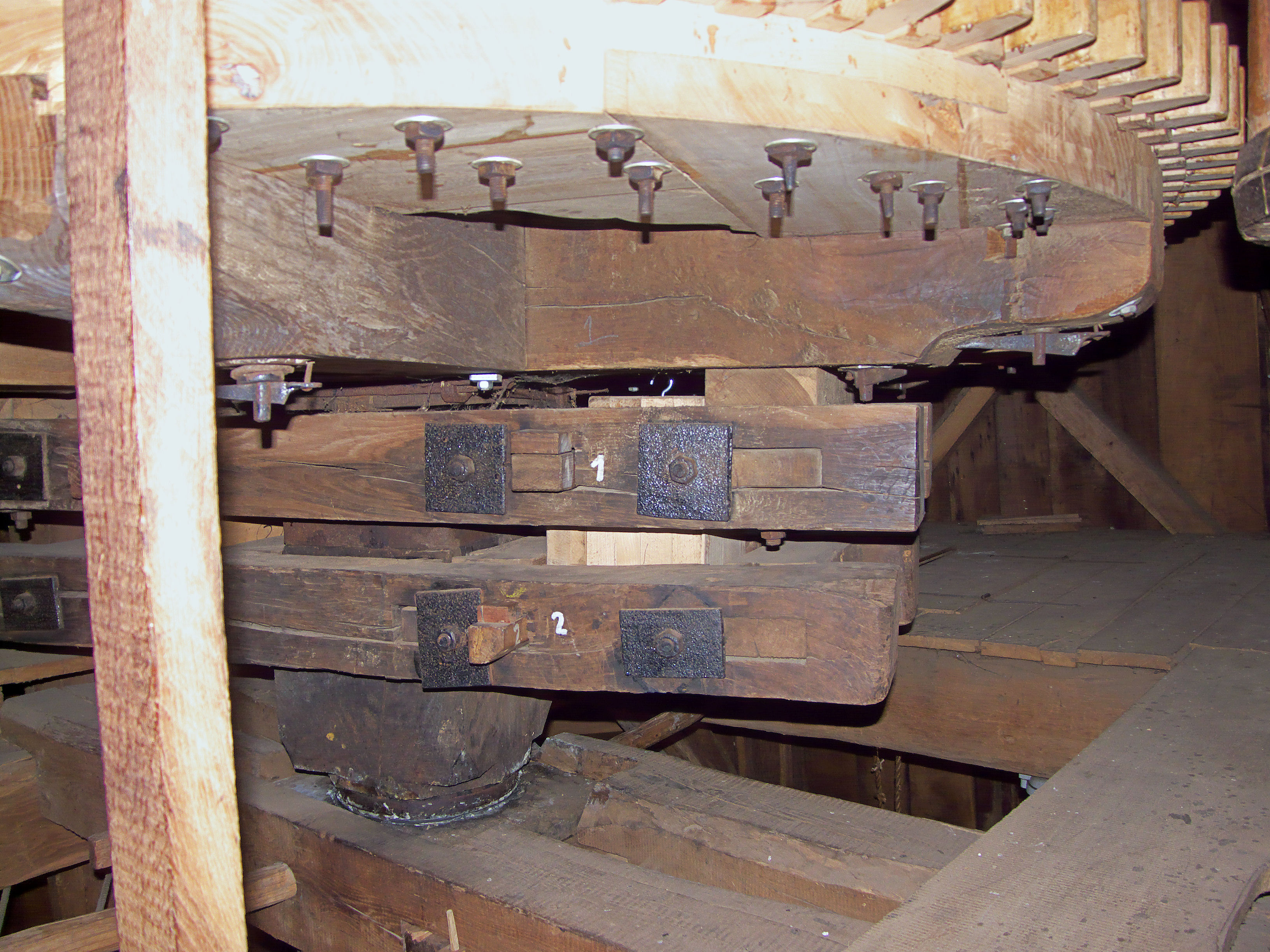
Koppeling gedeelde koningsspil van Pelmolen Ter Horst